# Биарриц Олимпик
«Биарриц Олимпик Пей Баск» (фр. Biarritz olympique Pays basque), также «Биарриц Олимпик», «Биарриц» — французский регбийный клуб, выступающий во второй лиге национального чемпионата. Команда базируется в прибрежном городе Биарриц в Аквитании и проводит домашние матчи на стадионе «Парк де Спорт Агилера», способном вместить 15 000 зрителей. Некоторые матчи, интерес публики к которым превышает потенциал инфраструктуры «Парка», клуб проводит на арене «Эстадио Аноэта» в испанском Сан-Себастьяне. Аквитанская команда является одной из самых титулованных в регионе, в частности, «Биарриц» — пятикратный чемпион Франции. Традиционные цвета клуба — красный и белый.
Команда была создана в 1913 году в результате объединения регбийных клубов Biarritz Stade и Biarritz Sporting Club. Баски впервые сыграли в финале французского чемпионата в 1934 году. Тогда коллектив уступил другому представителю департамента Атлантические Пиренеи — команде «Авирон Байонне». Спустя год «Биарриц» взял свой первый титул, победив в решающем матче не баскский, но каталонский «Перпиньян». В том же десятилетии эти команды ещё дважды встречались в финале, причём одна победа досталась «Биаррицу», а другая — «Перпиньяну». Следующий финал аквитанцев состоялся только в 1992 году, затем команда появилась в главном матче 2002 года. Тогда, как и в 2005—2006 годах, «Биарриц» побеждал и становился чемпионом. В 2006 и 2010 годах клуб становился финалистом кубка Хейнекен.

## История

### Ранний период
Предшественники «Биаррица» появились ещё в конце XIX века. Атлетический клуб Biarritz Stade стал известен под этим названием с 1902 года, а команда Biarritz Sporting Club была создана в 1909 году. 26 апреля 1913 года организации объединились в новую структуру «Биарриц Олимпик», а первым президентом общего городского клуба стал М. П. Кампань. 13 мая 1934 года клуб появился в финале французского чемпионата. Матч, прошедший на стадионе «Стад де Пон Жюмо» в Тулузе в присутствии 18 тысяч зрителей, завершился победой соперника — «Авирон Байонне» — со счётом 13:8. Этот финал является единственным решающим матчем французских высших дивизионов, в котором встретились две команды, представлявшие баскское сообщество. Если не принимать во внимание чисто парижские противостояния конца XIX века, этот финал также характеризуется кратчайшим расстоянием между местами дислокации соперников: базы команд располагались всего в 3 километрах друг от друга.
Год спустя «Биарриц» снова вышел в финал. Теперь клубу предстояло встретиться с «Перпиньяном». Баски оказались сильнее, выиграв 3:0 и впервые став чемпионом страны. В последовавшие несколько лет игроки клуба закрепили успех. В чемпионате 1938 года соперники вновь боролись за титул, однако на этот раз красно-белые уступили (6:11). Но уже в следующем сезоне регбисты «Биаррица» взяли реванш и обыграли каталонцев со счётом 6:0. После этого клуб не только не появлялся в финале, но и не составлял серьёзной конкуренции лидерам чемпионата в течение почти полувека.

### 1980-е и 1990-е
Команда снова обрела успех только в конце 1980-х годов. В 1989 году «Биарриц» сыграл в финале турнира Шалёнж Ив дю Мануа, своём первом с 1937 года. «Биарриц» уступил в долгожданном финале «Нарбонне» со счётом 12:18. В 1992 году клуб сыграл в решающем матче чемпионата. Встречу на столичном «Парк де Пренс» регбисты тоже проиграли, теперь — «Тулону» (14:19). В сезоне 1997/98 команда впервые выступила на международной арене, сыграв в Европейском кубке вызова. «Биарриц» вышел победителем в трёх из шести матчей группового этапа, что не позволило команде выйти в следующий раунд. Следующий розыгрыш кубка сложился для коллектива таким же образом: несмотря на то, что в этот раз «Биарриц» выиграл уже четыре матча, команда заняла третье место. Впереди оказались другие французские клубы — «Ажен» и «Брив».
В своём третьем еврокубке команда наконец преодолела барьер групповой стадии. Всего одно поражение в шести встречах гарантировало баскам первое место в группе. Тем не менее, красно-белые проиграли уже в матче 1/4 финала, обидчиком выступил английский «Бристоль». Сезон 1999/2000 принёс клубу первый за долгое время трофей: команда стала обладателем кубка Франции, чего не происходило с 1937 года. В финальной игре баски победили у «Брива» (24:13). Кроме того, «Биарриц» получил возможность в первый раз сыграть в главном европейском турнире — кубке Хейнекен.

### 2000-е

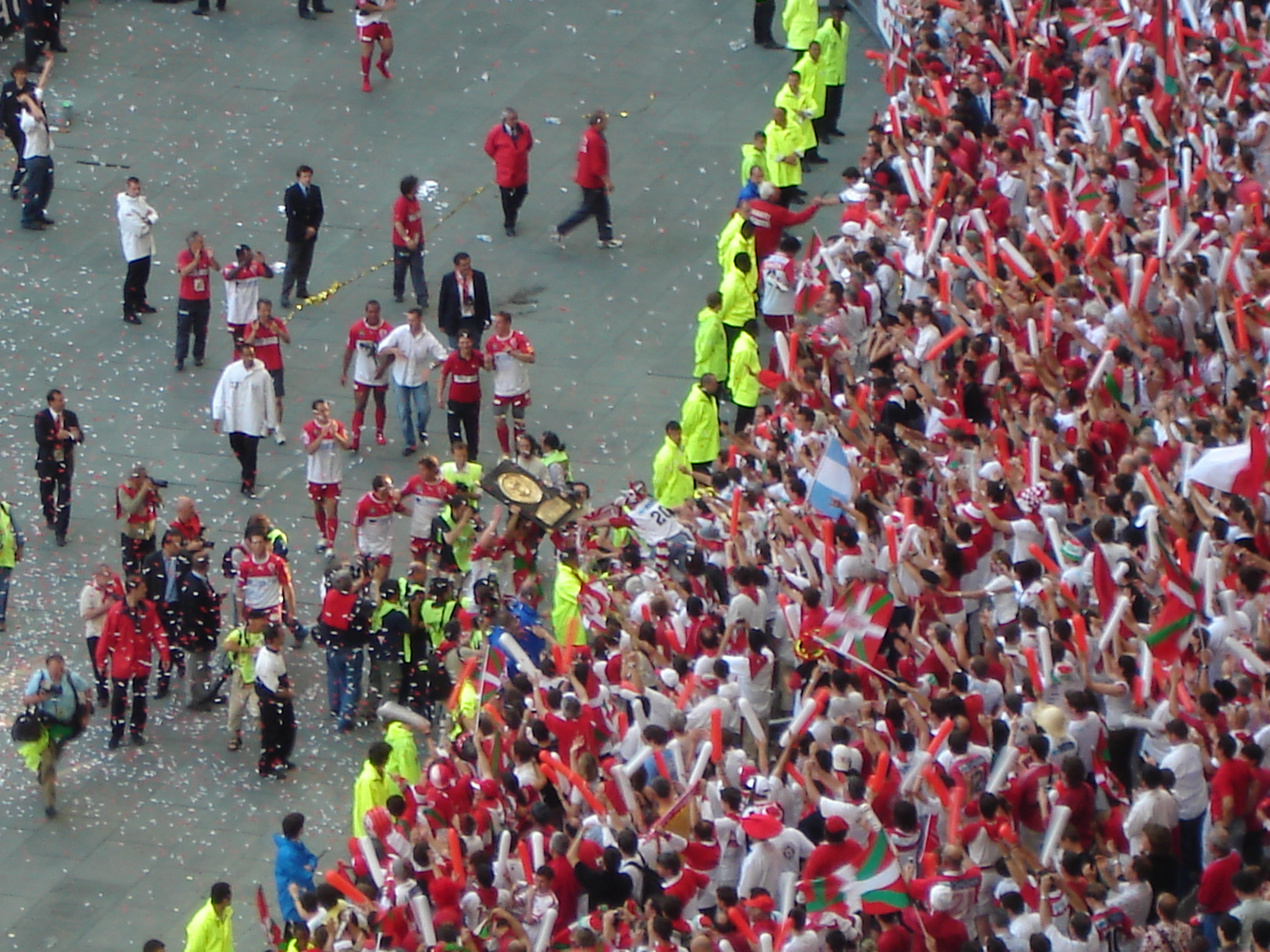
Празднования, посвящённые победе клуба в чемпионате Франции—2006.

Сезон в кубке Хейнекен команда дебютантом провела неплохо. Клуб стал первым в группе, а затем проиграл ирландскому «Манстеру» в четвертьфинале на арене «Томонд Парк» (29:38). Год спустя команда заняла второе место в группе, и не пробилась в плей-офф кубка.
В 2002 году баски стали финалистами национального чемпионата. 78 457 зрителей на стадионе «Стад де Франс» стали свидетелями победы «Биаррица», выигравшего у «Ажена» (25:22). В том же сезоне команда стала финалистом кубка Франции. Во встрече за право обладать трофеем «Биарриц» проиграл команде «Ла-Рошель» (19:21). Красно-белые добились успеха и в кубке Хейнекен 2002/03: французы стали первыми в группе и вышли в четвертьфинал, но снова проиграли ирландцам, на этот раз из «Ленстера» (13:18). Матч прошёл в Дублине на стадионе «Лэнсдаун Роуд».
Новый сезон главного еврокубка стал для команды лучшим на тот момент. Впервые «Биарриц» вошёл в число четырёх сильнейших команд Европы — регбисты с атлантического побережья вышли в полуфинал. По итогам удавшегося группового этапа клуб вышел в 1/4 финала, где одолел валлийский «Лланелли Скарлетс». Следующий матч стал полностью французским, поскольку «Биаррицу» пришлось встретиться с «Тулузой». Как и во многих матчах национального чемпионата, регбисты из Тулузы показали превосходство над красно-белыми и выиграли со счётом 19:11. Сезон 2004/05 принёс «Биаррицу» очередное первое место в групповом этапе кубка. Команда проиграла только однажды, басков превзошли англичане из «Лондон Уоспс». В четвертьфинале «Биарриц» взял реванш за когда-то проигранный матч у «Манстера». Второй подряд выход в полуфинал, к огорчению баскских болельщиков, стал пределом для команды. «Биарриц» снова уступил французскому клубу, теперь — столичному «Стад Франсе» (17:20). В 2005 году соперники встретились в финале французского чемпионата. Тогда лучшими стали игроки «Биаррица», выигравшие в упорном домашнем матче (37:34).
2006 год вошёл в историю клуба благодаря тому, что «Биарриц» первый раз вышел в финал кубка Хейнекен. Несмотря на поражение в первом туре группового этапа от «Сэрасинс», французы выиграли все оставшиеся матчи стадии и вышли в плей-фф, где последовательно взяли верх над английскими «Сейлом» и «Батом». Итоговый матч предложил красно-белым ещё одного соперника с Британских островов — хорошо знакомого регбистам «Биаррица» ирландского «Манстера». В результате кубок достался именно ирландцам, выигравшим 23:19. Оправившись от поражения, баски сыграли в финале внутреннего чемпионата. К перерыву матча с «Тулузой» «Биарриц» вёл 9:6. Значительно более крупный перевес наблюдался по истечении второго тайма: победив со счётом 40:13 красно-белые выиграли главный приз турнира. В сезоне кубка Хейнекен 2006/07 клуб выиграл все шесть матчей группового этапа и набрал 29 турнирных очков. Команда получила право сыграть в четвертьфинале на домашнем стадионе. Повышенный интерес зрителей к игре вынудил руководство провести встречу на испанской арене «Эстадио Аноэта» в Сан-Себастьяне. Тем не менее, ожидания болельщиков не оправдались, и «Биарриц» проиграл «Нортгемптону» с минимально возможным перевесом (7:8). В 2010 году клуб по традиции выиграл группу и вышел в плей-офф. Затем баски выиграли у валлийского «Оспрейз» и «Манстера» — оба матча прошли на «Эстадио Аноэта». В тяжёлом финальном матче «Биарриц» всё же упустил возможность выиграть кубок и проиграл «Тулузе» (19:21). Чисто французское противостояние состоялось 22 мая на «Стад де Франс» в пригороде Парижа Сен-Дени.
18 мая 2012 года «Биарриц» стал победителем Европейского кубка вызова. Красно-белые обыграли соотечественников из «Тулона» на британском стадионе «Туикенем Ступ». По итогам сезона 2013/14 команда выбыла во второй дивизион национального первенства.

## Стадион

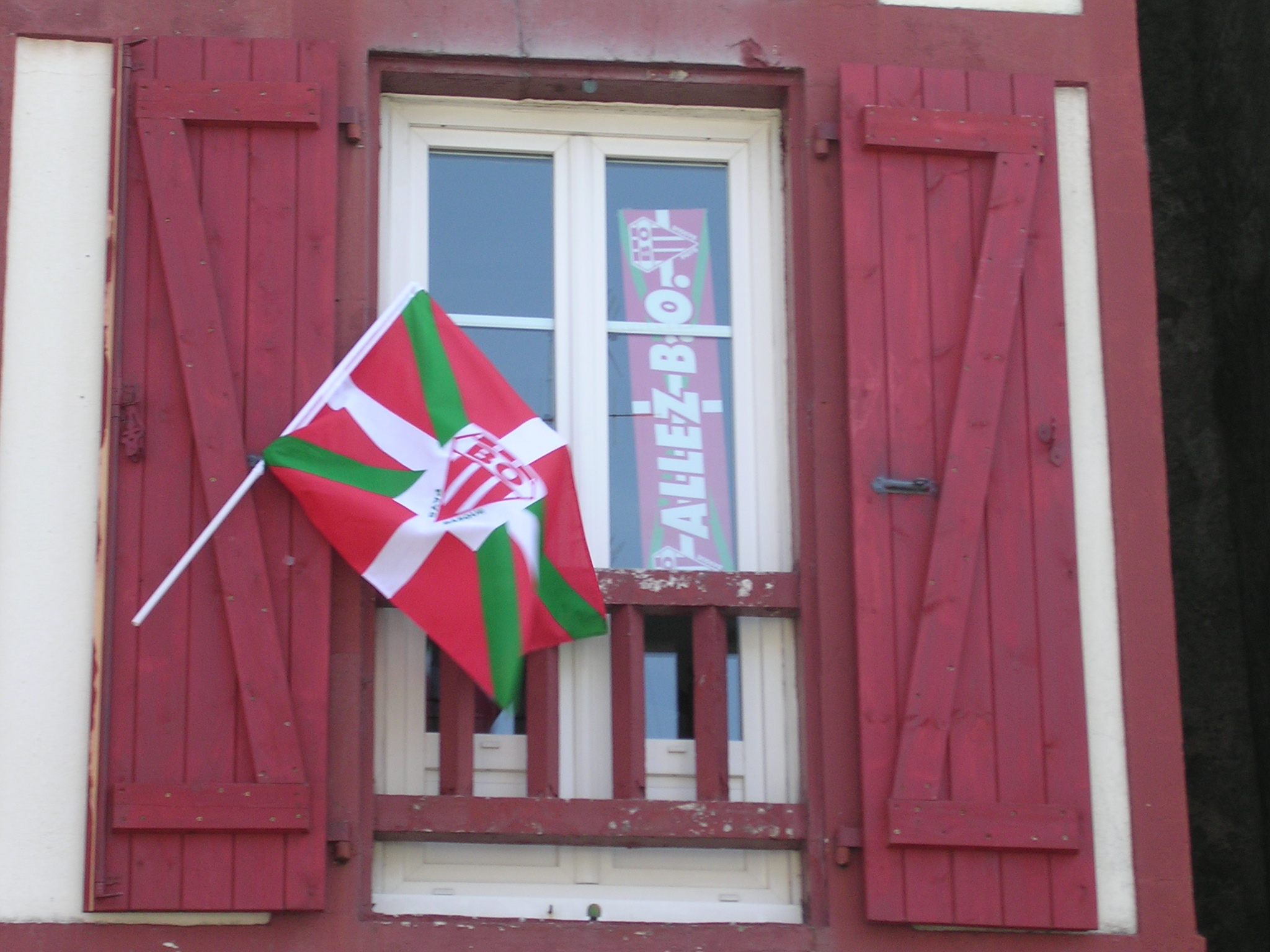
Баскский флаг с эмблемой клуба на доме в Биаррице.

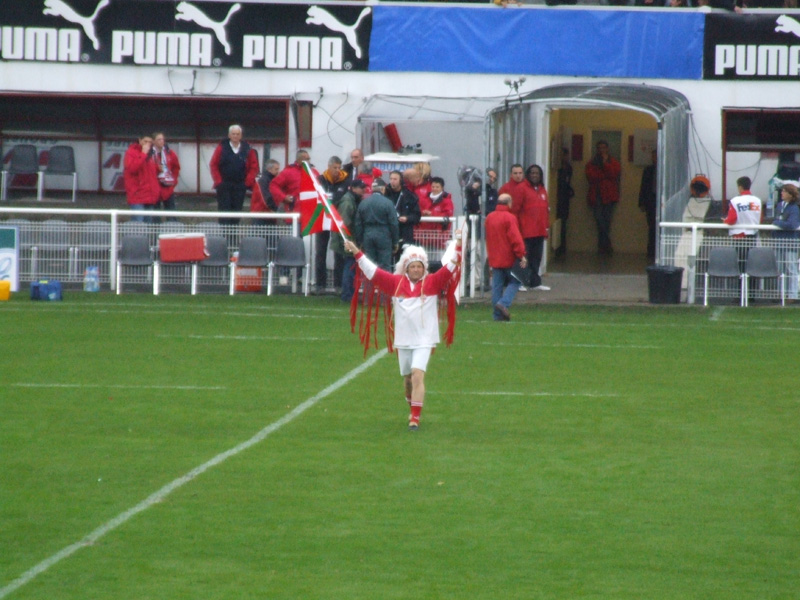
Рабаньи, талисман команды.

«Биарриц» играет на многофункциональном стадионе «Парк де Спорт Агилера». Объект используется преимущественно для проведения регбийных матчей. Кроме того, арена приняла матч между сборными командами Аргентины и «Френч Барберианс».
Иногда клуб играет на «Эстадио Аноэта» вне пределов Франции. Дело в том, что среди подходящих для крупных матчей объектов этот стадион расположен ближе всего к городу. Испанский стадион способен принять около 32 тысяч болельщиков. Первый матч клуба на арене состоялся в сезоне 2004/05, когда баски встретились с «Манстером» в четвертьфинале кубка Хейнекен. Через год французская команда снова прибыла в Сан-Себастьян и сыграла там как четвертьфинальный, так и полуфинальный матчи турнира. Игра следующего сезона против «Нортгемптон Сэйнтс» также прошла в Испании. В сезоне 2009/10 чемпионата Франции «Биарриц» провёл два домашних матча (против «Авирон Байонне» и «Тулузы») на «Аноэта». Матчи 1/4 и 1/2 финала кубка Хейнекен сезона 2009/10 тоже состоялись в Сан-Себастьяне.

## Бренд и болельщики
Регбисты «Биаррица» играют преимущественно в красном и белом цветах. Домашний комплект формы включает белую регбийку с красными боками, красные носки и шорты. Передняя сторона регбийки резервного комплекта содержит композицию в красном, белом и зелёном цветах, один из рукавов — зелёный. Кроме того, запасная форма включает белые носки и шорты. Все регбийки не имеют воротника. Экипировка игроков «Биаррица» произвоится компанией Burrda Sport. Ведущим спонсором клуба, чья реклама присутствует на форме регбистов, является консалтинговое агентство Capgemini.
Клуб известен под нынешним названием (Biarritz Olympique Pays Basque) с 1998 года. Новый вариант именования был принят для того, чтобы отразить баскское происхождение команды и нынешние связи с этой этнической группой. Логотип клуба представляет собой красно-белый щит, на который нанесены латинские буквы B и O. Вокруг нижней части щита расположена надпись Pays Basque в зелёном шрифте.
Часто болельщики клуба используют баскский флаг. На трибунах исполняются традиционные песни басков, при этом болельщики команды обладают репутацией хороших исполнителей. Считается, что игра на «Парк де Спорт Агилера» крайне неприятна для соперника, поскольку фанаты клуба обеспечивают игрокам мощную звуковую поддержку.

## Достижения
- Топ 14
  - Чемпион: 1935, 1939, 2002, 2005, 2006
  - Финалист: 1934, 1938, 1992
- Кубок Хейнекен
  - Финалист: 2006, 2010
- Европейский кубок вызова
  - Победитель: 2012
- Шалёнж Ив дю Мануа
  - Победитель: 1937, 2000
  - Финалист: 1989
- Кубок Франции
  - Финалист: 2002

## Результаты

### Финалы чемпионата

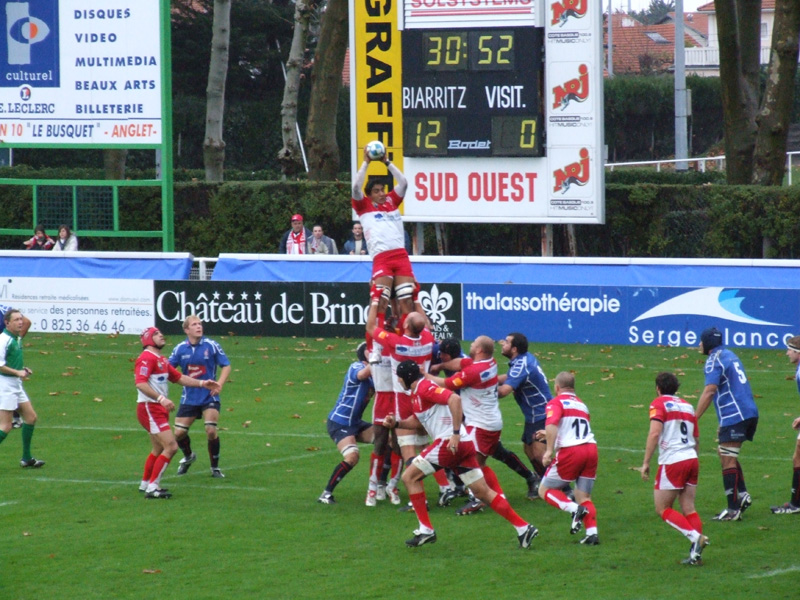
Игра кубка Хейнекен 2006/07 против шотландского «Бордер Рейверс».

| Дата              | Победитель        | Финалист          | Счёт       | Стадион                    | Зрители |
| 13 мая 1934 г.    | «Авирон Байонне»  | «Биарриц Олимпик» | 13:8       | «Стад де Пон Жюмо», Тулуза | 18 000  |
| 12 мая 1935 г.    | «Биарриц Олимпик» | «Перпиньян»       | 3:0        | «Стад де Пон Жюмо», Тулуза | 23 000  |
| 8 мая 1938 г.     | «Перпиньян»       | «Биарриц Олимпик» | 11:6       | «Стад де Пон Жюмо», Тулуза | 24 600  |
| 30 апреля 1939 г. | «Биарриц Олимпик» | «Перпиньян»       | 6:0 (ОТ)   | «Стад де Пон Жюмо», Тулуза | 23 000  |
| 6 июня 1992 г.    | «Тулон»           | «Биарриц Олимпик» | 19:3       | «Парк де Пренс», Париж     | 48 000  |
| 8 июня 2002 г.    | «Биарриц Олимпик» | «Ажен»            | 25:22 (ОТ) | «Стад де Франс», Сен-Дени  | 78 457  |
| 11 июня 2005 г.   | «Биарриц Олимпик» | «Стад Франсе»     | 37:34 (ОТ) | «Стад де Франс», Сен-Дени  | 79 475  |
| 10 июня 2006 г.   | «Биарриц Олимпик» | «Тулуза»          | 40:13      | «Стад де Франс», Сен-Дени  | 79 474  |

### Еврокубки
| Сезон   | Турнир                   | Матчи | Матчи  | Матчи | Матчи     | Очки | Очки | Очки    | Примечания                              |
| Сезон   | Турнир                   | всего | победы | ничьи | поражения | +    | -    | разница | Примечания                              |
| ------- | ------------------------ | ----- | ------ | ----- | --------- | ---- | ---- | ------- | --------------------------------------- |
| 2011/12 | Кубок Хейнекен           | 6     | 3      | 0     | 3         | 143  | 105  | +42     | второе место в группе, переход в ЕКВ    |
| 2011/12 | Европейский кубок вызова | 3     | 3      | 0     | 0         | 66   | 41   | +19     | чемпион                                 |
|         |                          |       |        |       |           |      |      |         |                                         |
| 2010/11 | Кубок Хейнекен           | 7     | 4      | 0     | 3         | 160  | 112  | +48     | поражение в 1/4 от «Тулузы»             |
|         |                          |       |        |       |           |      |      |         |                                         |
| 2009/10 | Кубок Хейнекен           | 9     | 7      | 0     | 2         | 254  | 153  | +101    | поражение в финале от «Тулузы»          |
|         |                          |       |        |       |           |      |      |         |                                         |
| 2008/09 | Кубок Хейнекен           | 6     | 3      | 0     | 3         | 121  | 88   | +33     |                                         |
|         |                          |       |        |       |           |      |      |         |                                         |
| 2007/08 | Кубок Хейнекен           | 6     | 4      | 0     | 2         | 109  | 116  | −7      |                                         |
|         |                          |       |        |       |           |      |      |         |                                         |
| 2006/07 | Кубок Хейнекен           | 7     | 6      | 0     | 1         | 192  | 52   | +140    | поражение в 1/4 от «Нортгемптон Сэйнтс» |
|         |                          |       |        |       |           |      |      |         |                                         |
| 2005/06 | Кубок Хейнекен           | 9     | 7      | 0     | 2         | 230  | 131  | 99      | поражение в финале от «Манстера»        |
|         |                          |       |        |       |           |      |      |         |                                         |
| 2004/05 | Кубок Хейнекен           | 9     | 6      | 0     | 2         | 199  | 122  | 77      | поражение в 1/2 от «Стад Франсе»        |
|         |                          |       |        |       |           |      |      |         |                                         |
| 2003/04 | Кубок Хейнекен           | 8     | 5      | 0     | 3         | 177  | 126  | 51      | поражение в 1/2 от «Тулузы»             |
|         |                          |       |        |       |           |      |      |         |                                         |
| 2002/03 | Кубок Хейнекен           | 7     | 4      | 0     | 3         | 185  | 128  | 57      |                                         |
|         |                          |       |        |       |           |      |      |         |                                         |
| 2001/02 | Кубок Хейнекен           | 6     | 2      | 1     | 3         | 104  | 95   | 9       | поражение в 1/4 от «Ленстера»           |
|         |                          |       |        |       |           |      |      |         |                                         |
| 2000/01 | Кубок Хейнекен           | 7     | 4      | 0     | 3         | 193  | 190  | 3       | поражение в 1/4 от «Манстера»           |
|         |                          |       |        |       |           |      |      |         |                                         |
| 1999/00 | Европейский кубок вызова | 7     | 5      | 0     | 2         | 256  | 109  | 147     | поражение в 1/4 от «Бристоля»           |
|         |                          |       |        |       |           |      |      |         |                                         |
| 1998/99 | Европейский кубок вызова | 6     | 4      | 0     | 2         | 187  | 124  | 63      |                                         |
|         |                          |       |        |       |           |      |      |         |                                         |
| 1997/98 | Европейский кубок вызова | 6     | 3      | 0     | 3         | 123  | 153  | −30     |                                         |

## Текущий состав
Сезон 2012/13.

## Известные игроки
- Джо Рофф
- Хейг Сейр
- Марк Стчербина
- Кармайкл Хант
- Аюла Эринле
- Федерико Мартин Арамбуру
- Мартин Гайтан
- Эусебио Гвиньясу
- Мануэль Карицца
- Агустин Крееви
- Сантьяго Деллапе
- Андреа Мази
- Гонасало Падро
- Франо Ботика[англ.]
- Кэмпбелл Джонстоун
- Эрик Лунд
- Петру Бэлан
- Овидиу Тоница
- Синзес Джонстон
- Кас Леаламануа
- Генри Фа’афили
- Треттон Паламо
- Самиу Вахафолау
- Сирели Бобо
- Дени Авриль
- Иманоль Аринордоки
- Марк Баже
- Филипп Берна-Сай
- Серж Бетсен
- Филипп Бидаб
- Серж Бланко
- Николя Брюск
- Гийом Буссе
- Жан-Батист Гобеле
- Жан-Мишель Гонсалес
- Тьерри Дюсатуа
- Жюльен Дюпуи
- Филии Жимбер
- Жан Кондом
- Валентан Курран[англ.]
- Патрис Лагиске
- Тибо Лакруа
- Жан Ларрибо
- Грегори Ласкюб
- Бенуа Леку
- Марк Льевремон
- Тома Льевремон
- Сильвен Марконне
- Арно Миньярди
- Бенжамин Нуаро
- Оливье Олибо
- Паскаль Ондарт
- Оливье Рума
- Жюльен Собад
- Сабастьен Тийу-Борд
- Бенжамин Тьери
- Фернанд Форг
- Пепито Эльорга
- Павел Штястны[фр.]
- Колин Нун
- Ашвин Виллемсе
- Жак Кронье